# Mario Bardi
Mario Bardi (Palermo, 19 de febrero de 1922-Milán, 7 de septiembre de 1998) fue un pintor realista italiano.

## Biografía
Bardi nació en Palermo, en la isla mediterránea de Sicilia, en Italia, en enero de 1922, contemporáneo de aquella generación de artistas sicilianos que vivió los desastres de la guerra, la caída del fascismo y la Liberación.
En 1947 ingresó en la Academia de Bellas Artes de Palermo, donde se licenció en pintura en 1951. En el mismo año, se trasladó a Aosta, en Val d'Aosta, en el noroeste de Italia. En 1954 él estaba en Turín, en Piamonte.
A principios de la década de 1960, Bardi se mudó a Milán en Lombardía en el norte de Italia. 
En 963 ganó el Premio Suzzara y el Premio Tettamanti en 1964 y nuevamente en 1966.
Murió en Milán de un accidente cerebrovascular el 7 de septiembre de 1998
En 1982 en su atelier en Milán, Bardi fundó el movimiento artístico "Aleph Group" con Benito Trolese, Giorgio Seveso, Togo y Julio Paz.
O escritor siciliano Leonardo Sciascia escreveu sobre Bardi: "não há nada em sua pintura que a Sicília não pode explicar".
En su carrera, pasó del Realismo Existencial a la Nueva Figuración de los años setenta y, finalmente, al dibujo en blanco y negro.

## Museos
Las obras de Mario Bardi se exhiben en varios museos, entre ellos:
- Galleria Civica d'Arte Moderna e Contemporanea (Santhià)
- MAGA - Museo arte Gallarate (Varese)
- Museo di Bagheria, Palermo[8]
- Galleria d'Arte Moderna all'Aperto Bondarte (Mezzana Mortigliengo)
- Collezione Luca Crippa, Seregno (Monza e Brianza)

## Estilo
Los protagonistas de sus obras de los años cincuenta son los humildes, representados con estructuras macizas, pesadas, emblemáticas de una difícil condición existencial, llena de fatiga y sufrimiento. A partir de mediados de los años sesenta, su pintura se vuelve aún más explícitamente portadora de contenidos de denuncia y crítica social, representando primero las masacres y desastres ocurridos en su tierra natal, Sicilia, luego los horrores de los conflictos en todo el mundo. En la década siguiente emprende la serie Virreyes, Inquisidores, Cardenales, símbolos de un sistema opresivo ya no tan evidente y explícitamente denunciado, como en trabajos anteriores, sino más sutil y venenoso.

## Análisis crítico
«No hay nada en sus imágenes que Sicilia no pueda explicar», escribió Leonardo Sciascia, reconociendo en Bardi no solo a un simple intérprete de la isla, sino a su codificador visual más radical. En sus rojos incandescentes y en los naranjas intensos como la lava, Sicilia se manifiesta como una entidad viva: arquitectura barroca, iglesias despojadas y tejados de teja se funden en una masa estructural compacta, casi como un organismo geológico, en el que el paisaje urbano se convierte en un monolito cultural.
El lenguaje pictórico de Bardi ocupa una posición única: mientras Renato Guttuso narró Sicilia a través de la figura humana y la denuncia directa, Bardi la traduce en una gramática arquitectónica, sublimando la identidad en estructura. En este sentido, su investigación se aproxima a la monumentalidad de Mario Sironi, pero subvierte su oscuridad industrial transformándola en pulsación mediterránea. En el contexto internacional, el uso del color por parte de Bardi recuerda la fuerza emocional de Nicolas de Staël, aunque permanece anclado en una memoria histórica específica; y en la síntesis formal, dialoga con el expresionismo arquitectónico europeo de los años veinte, proyectándolo en el contexto de la luz y el calor mediterráneos.
Sus lienzos sicilianos no representan: encarnan. Cada muro, cada arco, cada sombra se convierte en un fragmento de epopeya colectiva, un hito de un léxico visual que ha transformado la geografía en mitología. Por esta razón, las obras de este ciclo constituyen un patrimonio artístico de gran relevancia para colecciones públicas y privadas de nivel museístico.

## Exposiciones de arte
Ha participado en varias exposiciones.
- 1952 Aosta - Salone Ducale del Municipio.
- 1953 Aosta - Sede del Club Alpino Italiano.
- 1960 Milano - Galleria Via Monte Napoleone, Milano.
- 1961 Milano - Galleria del Tornese.
- 1964 Busto Arsizio - Galleria S.Maria di Piazza; Milano - Galleria “32”.
- 1965 Alessandria - Galleria S.Giorgio; Torino - Galleria San Diego; Palermo - Libreria Flaccovio.
- 1967 Milano - Galleria “32”.
- 1968 Palermo - Galleria La Robinia.
- 1969 Milano - Galleria L'Agrifoglio.
- 1970 Roma - Galleria Russo; Verona - Galleria Ghelfi; Palermo - Galleria Le Robinia.
- 1971 Messina - Galleria “70”.
- 1972 Milano - Galleria Carini.
- 1973 Palermo - Galleria La Robinia.
- 1974 e 1975 Milano - Galleria Boccioni e Galleria La Nuova Sfera; Catania - New Gallery.
- 1977 Brindisi - Galleria Il Falanto.
- 1978 Palermo - Sala Esposizioni Comune della città di Ginevra, Svizzera - Galerie Delal.
- 1979 Napoli - Galleria L'apogeo.
- 1980 Roma - Galleria L'Indicatore.
- 1982 Palermo - Galleria La Robinia.
- 1984 Milano - Comune di Milano a cura di Raffaellino De Grada, Spazio d'Arte Aleph e Galleria Carini; Galleria Arte in Cornice.
- 1988 Milano - Galleria Carini e Salone della Banca Popolare;  Potenza - Salone del Seminario Arcivescovile; Brescia - Galleria “9 Colonne”.
- 1991 Milano - Spazio d'Arte Nuovo Aleph.
- 1993 Albergo dei Poveri (Palermo), a cura della Regione Sicilia.
- 1995 Milano - Università Bocconi, Milano.
- 1996 Rho - Galleria “Re di Quadri”.
- 1997 Helsinki, Finlandia - Spazio d'arte “Zaza Oy”; Jyväskylä, Finlandia, Nurmi - Galleria del Comune di Jyväskylä;
- Messina - Galleria d'arte “L'Airone”; Berlín, Alemania - Galleria “Rathaus Treptow”.
- 1998 Omaggio a Mario Bardi, NuovoAleph, Milano; Incontro di Immagini, Galleria Ciovasso, Milano; Arte Sacra, Palazzo Marliani-Cicogna, Busto Arsizio.
- 1999 Le stagioni della luce, Galleria Lazzaro, Milano.
- 2000 Sicile, île de beauté, Église Saint-Nicolas de Coutances, Normandia, Francia.
- 2001 Mario Bardi, grafiche dal 1947 al 1996, Nuovoaleph, Milano; Il Convito della Bellezza, (Arte Sacra) Potenza, Salone Pontificio; La pittura in Lombardia nel XX secolo, Castello Sforzesco (Vigevano), Milano; Il canto del mare, Mazara Del Vallo (Trapani); Mario Bardi, Disegni, Nuovoaleph, Milano.
- 2002 MAGI '900 - Museo delle eccellenze artistiche e storiche, Pieve di Cento (Bologna); ll segno, il colore e l'espressione, San Donato Milanese, Milano
- 2003 Omaggio a Mario Bardi, Teatro Rosetum, Milano; Omaggio a Mario Bardi, Cassina De' Pecchi (Milano)
- 2004 Mario Bardi: Opere su carta, Nuovoaleph, Milano.
- 2006 Mario Bardi: Selezione antologica, Famiglia Artistica Milanese, Milano; Mario Bardi: Mostra antologica 1975/1998 a cura di A.M. Ruta, Galleria Sessantuno, Palermo.
- 2007 Estasi di primavera, Omaggio a Mario Bardi, a cura del Comune di Messina, Palazzo della cultura (Messina)
- 2015 Leonardo Sascia e le arti visive, Museo archeologico regionale di Agrigento
- 2015 Artisti di Sicilia, Museo civico al Castello Ursino, a cusa del Ministero dei beni e delle attività culturali e del turismo, Comune di Catania, Museo civico al Castello Ursino, Regione Siciliana – Assessorato dei beni culturali e dell’identità siciliana